# Srdov
Srdov je malá vesnice, část obce Liběšice v okrese Litoměřice. Nachází se asi tři kilometry severně od Liběšic. Prochází zde silnice II/240. Srdov je také název katastrálního území o rozloze 6,36 km². V katastrálním území Srdov leží i Lhotsko.

## Historie
První písemná zmínka o vesnici pochází z roku 1209.

## Obyvatelstvo
Při sčítání lidu v roce 1921 zde žilo 227 obyvatel (z toho 107 mužů), z nichž byli dva Čechoslováci a 225 Němců. Až na čtyři evangelíky byli římskými katolíky. Podle sčítání lidu z roku 1930 měla vesnice 212 obyvatel: jednoho Čechoslováka a 211 Němců. Kromě tří evangelíků se hlásili k římskokatolické církvi.
|                                                              | 1869 | 1880 | 1890 | 1900 | 1910 | 1921 | 1930 | 1950 | 1961 | 1970 | 1980 | 1991 | 2001 | 2011 |
| ------------------------------------------------------------ | ---- | ---- | ---- | ---- | ---- | ---- | ---- | ---- | ---- | ---- | ---- | ---- | ---- | ---- |
| Obyvatelé                                                    | 312  | 320  | 283  | 293  | 298  | 277  | 256  | 105  | 96   | 66   | 54   | 22   | 27   | 52   |
| Domy                                                         | 58   | 59   | 59   | 61   | 61   | 60   | 59   | 57   | 21   | 20   | 17   | 18   | 18   | 26   |
| Tabulka zahrnuje až do roku 2001 údaje místní části Lhotsko. |      |      |      |      |      |      |      |      |      |      |      |      |      |      |

## Pamětihodnosti
- Domy a usedlosti čp. 9, 11, 16, 28, 30 a 39
- V katastrálním území Srdov se nachází také hradiště Hradec u Liběšic s mauzoleem průmyslníka Josefa Schrolla.